# Лібор Голік
Лібор Голік (чеськ. Libor Holík, нар. 12 травня 1998, Загоровіце, Чехія) — чеський футболіст, фланговий захисник словацького клубу «Спартак» (Трнава).

## Ігрова кар'єра

### Клубна
Лібор Голік є вихованцем футбольного клубу «Словацко». Влітку 2015 року футболіст приєднався до столичної «Славії». 21 листопада у грі проти «Словацко» Голік дебютував на професійному рівні. Та гра залишилася єдиною у складі «Славії». Сезон 2016/17 футболіст провів в оренді в клубі «Карвіна».
Сезон 2017/18 Голік почав у клубі «Злін», та вже в січні 2018 року відбув в оренду в клуб «Височина».
З 2019 року футболіст три сезони провів у клубі «Яблонець». Та після того, як другу половину сезону 2021/22 він грав в оренді в «Вікторії» (Пльзень), перед початком сезону 2022/23 захисник перейшов до «Вікторії» вже на повноцінній основі. Догравши сезон 2023/24 в оренді у клубі «Злін», в червні 2024 року Голік перейшов до словацького «Спартка» (Трнава).

### Збірна
У 2015 році у складі юнацької збірної Чехії (U-17) Лібор Голік брав участь у юнацькому чемпіонаті Європи в Болгарії.
У 2017 році разом з юнацькою збірною Чехії (U-19) Голік грав на юнацькому чемпіонаті Європи в Грузії.
У складі молодіжної збірної Чехії у 2021 році Голік грав на молодіжному чемпіонаті Європи в Угорщині та Словенії.

## Титули
Вікторія (Пльзень)
 Чемпіон Чехії: 2021/22
Спартак (Трнава)
 Володар Кубка Словаччини: 2024/25